# Prionostemma elegans
Prionostemma elegans is een hooiwagen uit de familie Sclerosomatidae.